# خال

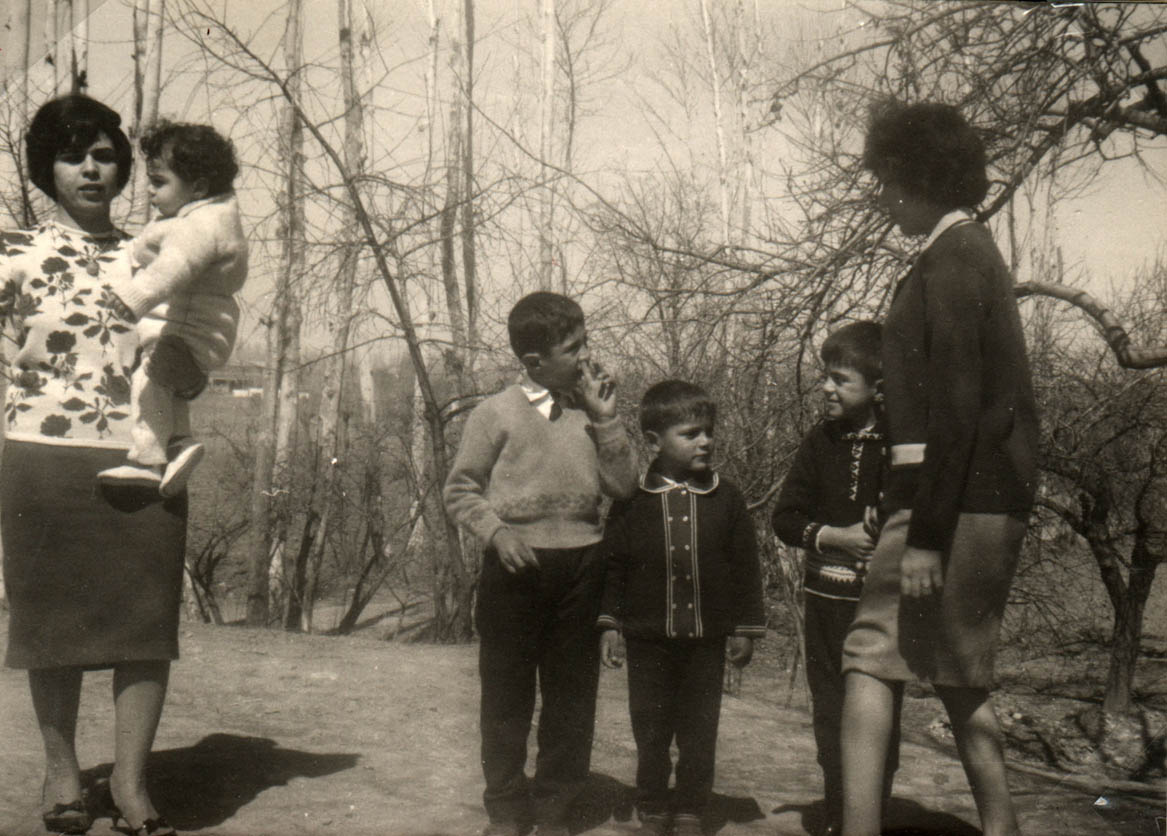

الخال هو شقيق الأم بالنسبة لأبنائها، كما تكون شقيقتها خالتهم وتدعى خالة. ويعتز العرب بأخوالِهِم ونسبِهِم دلالةَ على أصالة منبتِهِم وطيب عرقِهِم.
وقد قال الشاعر الفرزدق :